# ボールドウィン・スペンサー
ウィンストン・ボールドウィン・スペンサー（英語: Winston Baldwin Spencer、1948年10月8日 - ）は、アンティグア・バーブーダの政治家。首相（第3代）、外務大臣、下院議員。統一進歩党党首。

## 概要
大学卒業後、就職するとともに労働組合活動に取り組む。1989年下院議員に当選する。
1992年、ヴェア・バードに対する首相辞任を要求するストライキをきっかけに野党3党が合流し新党・統一進歩党（UPP）を結成し党首に就任する。1999年の下院選における、与党アンティグア労働党の不正疑惑に抗議してハンガーストライキの行うとともに大規模なデモを指揮し、政府から独立した選挙管理委員会を結成させることに成功した。
また、国営放送であるアンティグア放送事業（ABS）による報道の自由を政府に認めさせた。
2004年の下院選でUPPが勝利し、首相に就任した。翌2005年からは外相を兼任した。
2014年の総選挙でアンティグア労働党に敗北し、6月13日をもって首相を辞任。後任はガストン・ブラウン。6月18日には外相も辞任。後任はチャールズ・フェルナンデス(Charles Fernandez)。